# United Center
United Center – hala sportowa, która znajduje się w Chicago w stanie Illinois w Stanach Zjednoczonych. Nazwa wzięła się od głównego sponsora tej hali United Airlines. 

## Użytkownicy
- Chicago Blackhawks (NHL)
- Chicago Bulls (NBA)

## Informacje
- adres: 1901 W. Madison St. Chicago, Illinois
- rok otwarcia: 1994
- architekt: HOK Sport
- pojemność: 
  - hokej: 20 500 miejsc
  - koszykówka: 22 879 miejsc
  - koncert: 23 500 miejsc